# 新砦遗址
新砦遗址，是一座位于河南省新密市刘寨镇新砦村西部的遗址，时间上介于龙山文化和二里头文化之间。1979年赵芝荃首次发掘新砦遗址。新砦遗址已发现大型建筑、城墙、护城河、内外两重濠沟的遗迹。遗址规模宏大，可能是一座早期都邑。新砦遗址的文化面貌同二里头遗址相近，有学者认为新砦可能是夏朝早期的都城。